# 黄经耀
黄经耀（1915年—2005年8月16日），江西省于都县人，中国人民解放军少将。

## 生平
黄经耀1931年参加中国工农红军，1932年参加中国共产主义青年团，1935年参加中国共产党。早年他担任红一军团政治部通信班长，后参加长征。抗日战争期间，他在八路军115师343旅685团任职，后升任新四军第八旅二十二团副团长。此后奔赴中国东北，任第四野战军四十二军四师副师长。
中华人民共和国成立后，黄经耀升任黑龙江军区司令员、黑龙江省军区第一副司令员、陕西省军区司令员、中共陕西省委书记、兰州军区副司令员兼宁夏军区司令员，中共宁夏回族自治区党委书记等职。他曾参加抗美援朝战争。1961年，他晋升少将。他是中国共产党第十一次全国代表大会代表，中国共产党第十二届中央委员，第四届全国人民代表大会代表。。